# Константин Кисимов
Константин Василев Кисимов е български театрален и филмов актьор.

## Биография
Роден е на 16 април 1897 г. в Търново.
Учи право и философия в Софийския университет „Св. Климент Охридски“ за 1 месец, но през 1922 г. започва да учи в театралната школа при Народния театър. Изпратен на специализация в Сорбоната в Париж откъдето се завръща през 1928 г.
Дебютира с ролята на Сганарел в „Любовта-лекар“ от Молиер в Театър Студия на Исак Даниел. След като през 1924 г. студията се разформирова, постъпва в Народния театър, където играе до края на живота си. Участва в гастрола на Народния театър в Белград през 1936 г. През 1937 г. е част от състава, който участва в турнето в САЩ и Канада.
Освен в театъра, той е рецитатор на българска и руска класическа поезия, участва в радиото, телевизията и киното.
Загива при катастрофа в Балчик на 16 август 1965 г. след като предния капак на колата, която кара, се отваря в движение и губи управление. Забива се в стената на една къща под сегашната автогара.

## Памет
На Константин Кисимов е наречена улица в София (Карта).
На мястото на смъртта му в Балчик има паметна плоча с барелеф. Музикално-драматичният театър във Велико Търново носи неговото име.

## Награди и отличия
- Народен артист (1949).
- Димитровска награда за филма Калин Орелът (1950).
- Димитровска награда за ролите на (Аркашка) от пиесата „Лес“ на Островски и на (Арнолд) вот „Училище за жени“ на Молиер (1950).
- „Почетен гражданин на Видин“
- „Герой на социалистическия труд“ (май 1965)
- орден „Георги Димитров“ (16 октомври 1964, 30 декември 1959).

## Театрални роли
Константин Кисимов играе множество роли на сцената на Народния театър, по-известните са:
- Ило Стърчиопашката в „Гераците“ – Елин Пелин
- Кметът в „Глас народен“ – Георги Караславов
- Деметрий в „Сън в лятна нощ“ – Георги Караславов
- Сициниус в „Кориолан“ – Георги Караславов
- Ланчелото Гобо във „Венецианският търговец“ – Георги Караславов
- Хамлет в „Хамлет“ – Георги Караславов
- Патлен в „Адвокатът Патлен“ – френски народен фарс
- Оргон в „Тартюф“ – Молиер
- Геслер във „Вилхелм Тел“ – Фридрих Шилер
- Андрокъл в „Андрокъл и лъвът“ – Джордж Бърнард Шоу
- Граф Маранцоне в „Херцогинията на Падуа“ – Оскар Уайлд
- Заклинател в „Задушница“ – Адам Мицкевич
- Мича в „Опечелена фамилия“ – Бранислав Нушич
- Владимир Павлович в „Д-р“ – Бранислав Нушич
- Павле Марич в „Покойник“ – Бранислав Нушич
- Добчински в „Ревизор“ – Николай Гогол
- Подкальосин в „Женитба“ – Николай Гогол
- Бабелмандебски в „Сватба“ – Антон Чехов
- Странджата в „Хъшове“ – Иван Вазов
- Мичо Бейзадето в „Под игото“ – Иван Вазов
- Какавидов в „Службогонци“ – Иван Вазов
- Велчо-Свилен в „Свекърва“ – Антон Страшимиров
- Михо в „Зидари“ – Петко Тодоров
- Цар Петър в „Боян Магесникът“ – Кирил Христов
- Владимиров в „Големанов“ – Ст. Л. Костов
- Нестор в „Тъмни души“ – Добри Немиров
- Хаджи Андрея в „Албена“ – Йордан Йовков
- Златил в „Боряна“ – Йордан Йовков
- Арнолд в „Училище за жени“
- Езоп в „Езоп“

## Филмография
| Година | Филми и Сериали                  | Серии | Копродукции     | Роля                                    |
| ------ | -------------------------------- | ----- | --------------- | --------------------------------------- |
| 1967   | Привързаният балон               |       |                 | слепия                                  |
| 1961   | Вятърната мелница                |       |                 | дядо Бальо                              |
| 1960   | Хитър Петър                      |       |                 | хаджи Костаки, гърбавия гюмюшки ханджия |
| 1960   | Стубленските липи                |       |                 | дядо Мишон                              |
| 1957   | Хайдушка клетва                  |       |                 | чорбаджи Йордан (Йорданчо „Крастата“)   |
| 1956   | Точка първа                      |       |                 | Бармалей                                |
| 1955   | Героите на Шипка – (Герои Шипки) |       | СССР / България | Сюлейман паша                           |
| 1952   | Под игото                        |       |                 | Колчо Слепеца                           |
| 1950   | Калин Орелът                     |       |                 | дядо Стоян                              |
| 1947   | Изкупление – (незавършен)        |       |                 | Стоян Хаджигладнев                      |
| 1936   | Грамада                          |       |                 | Цеко                                    |
| 1931   | Безкръстни гробове               |       |                 | Рангел, селянин                         |
| 1929   | След пожара над Русия            |       |                 | гърбицата                               |